# Büğet, Eskil
Büğet là một xã thuộc huyện Eskil, tỉnh Aksaray, Thổ Nhĩ Kỳ. Dân số thời điểm năm 2010 là 699 người.